# Problème pernicieux
Un problème pernicieux, ou problème vicieux, en anglais « wicked problem », est un problème difficile voire impossible à résoudre en raison d'exigences incomplètes, contradictoires et changeantes, qui sont souvent difficiles à reconnaître. De plus, en raison d'interdépendances complexes, les efforts visant à résoudre un aspect d’un problème épineux peuvent révéler ou créer d’autres problèmes.
La majorité des problèmes publics seraient pernicieux, par exemple le changement climatique, la lutte antiterroriste ou les migrations humaines. Il s'agit de problèmes systémiques.
Le concept apparaît dans les années 1960 et 1970.